# 城巴790線
城巴790線是香港一條新界巴士路線，由城巴有限公司營辦，於2022年12月12日起投入服務，來往清水灣半島及尖沙咀（麼地道）。790線沿途在日出康城、麗港城及佐敦設站，並取道將藍公路、觀塘繞道、啟德隧道及東九龍走廊往返，全程收費為$11.7。

## 歷史
為配合將軍澳－藍田隧道及將軍澳跨灣連接路於2022年末通車，運輸署於同年11月發表《配合將軍澳－藍田隧道及將軍澳跨灣連接路通車專營巴士服務安排》，建議新巴開辦790線，於星期一至五（公眾假期除外）繁忙時間來往清水灣半島及尖沙咀（麼地道），途經日出康城、將軍澳跨灣連接路、將軍澳－藍田隧道、麗港城、九龍灣國際展貿中心、啟德隧道及佐敦，並在相關道路通車後首個工作日投入服務。根據計劃，此線於開辦初期只提供上午繁忙時間前往尖沙咀和下午繁忙時間前往清水灣半島的服務，並建議於2023年第三季提供上午繁忙時間前往清水灣半島和下午繁忙時間前往尖沙咀，繞經將軍澳工業邨之班次，以配合乘客往返將軍澳工業邨通勤的需要。
隨着將軍澳－藍田隧道及將軍澳跨灣連接路於2022年12月11日通車，此線於同月12日投入服務，並提供上午繁忙時間前往尖沙咀和下午繁忙時間前往清水灣半島的服務。有傳媒實測此線車程較同樣往返清水灣半島和佐敦之新巴795X線略快，而往返日出康城和尖沙咀的車程則較新巴796P線有明顯優勢。
2023年4月29日起，790線增加星期六、日及公眾假期之服務，同時延長星期一至五的服務時間：星期一至五由清水灣半島開出之服務時間為07:00－10:00，由尖沙咀（麼地道）開出之服務時間為15:00－19:20；星期六、日及公眾假期由清水灣半島開出之服務時間為10:00－18:00，由尖沙咀（麼地道）開出之服務時間為13:00－23:00，全部為20分鐘一班。同年7月1日，因應城巴新巴專營權合併，此線改由城巴經營。
2024年1月2日起，此線往尖沙咀方向增停茶果嶺道「茶果嶺道」站，同年9月29日起更進一步延長服務時間，由清水灣半島開出之班次服務時間為07:00至18:00，由尖沙咀（麼地道）開出之班次服務時間為12:00至00:00。

## 服務時間及班次
790線往尖沙咀（麼地道）方向於每日日間提供服務；往清水灣半島方向則於每日中午至午夜提供服務，列表如下：
| 清水灣半島開      | 清水灣半島開  | 尖沙咀（麼地道）開 | 尖沙咀（麼地道）開 |
| 服務時間 （每日） | 班次 （分鐘） | 服務時間 （每日）  | 班次 （分鐘）      |
| ----------------- | ------------- | ------------------ | ------------------ |
| 07:00－18:00      | 20            | 12:00－00:00       | 20                 |

## 收費
790線全程收費為$11.7，並設12歲以下小童及65歲或以上長者半價優惠。60歲－64歲香港居民、65歲或以上長者與合資格殘疾人士如以指定八達通繳付此線的車資，可享有長者及合資格殘疾人士公共交通票價優惠計劃提供的$2票價優惠。乘客登車時需以現金或八達通卡繳付車資，不設找贖；而每位成人乘客可免費帶同最多兩名四歲以下而且不佔座位的兒童乘車。此外，乘客亦可使用指定電子支付工具繳付車資，使用此支付方式的乘客可享有與其他城巴獨營路線或聯營線城巴班次之轉乘優惠，惟不適用於與非城巴路線之轉乘優惠，乘客亦不能享有「公共交通費用補貼計劃」及「長者及合資格殘疾人士公共交通票價優惠計劃」。
790線沿途單向分段收費如下：
| 上車地點＼落車地點 | 尖沙咀（麼地道） | 清水灣半島 |
| ------------------ | ---------------- | ---------- |
| 香港郵政大樓       | $10.3            | 不適用     |
| 九龍佑寧堂起       | $6.3             |            |
| 勞資審裁處起       | 不適用           | $10.7      |
| 日出康城晉海起     | $8.5             |            |

## 行車路線
790線往尖沙咀（麼地道）方向之班次途經蓬萊路、蓬萊徑、環保大道、康城路、康城站公共運輸交匯處、康城路、環保大道、環澳路、將藍公路、茶果嶺道、偉業街、觀塘繞道、啟福道、啟德隧道、東九龍走廊、漆咸道北、漆咸道南、加士居道、佐敦道、彌敦道及梳士巴利道；往清水灣半島方向之班次途經麼地道、漆咸道南、梳士巴利道、彌敦道、加士居道、漆咸道南、漆咸道北、東九龍走廊、啟德隧道、啟福道、觀塘繞道、偉業街、茶果嶺道、將藍公路、環澳路、環保大道、康城路、康城站公共運輸交匯處、康城路、環保大道及蓬萊路，具體停站請參考資訊框。